# Sjørring
Sjørring er en lille by i Thy med 732 indbyggere  (2024). Sjørring er stationsby på Thybanen, beliggende syv kilometer vest for Thisted og seks kilometer øst for Hundborg.
Byen ligger i Region Nordjylland og hører til Thisted Kommune. Den er desuden beliggende i Sjørring Sogn.
I Sjørring finder man bl.a. Sjørring Station, Sjørring Skole, Sjørring Kirke, samt det middelalderlige voldsted Sjørring Vold.

## Historie
I 1875 beskrives byen således: "Sjørring med Kirke, Præstegaard og Skole".
Omkring århundredeskiftet beskrives byen således: "Sjørring ... med Kirke, Præstegd., Skole, Andelsmejeri, Mølle, Kro, Jærnbane-, Telegraf- og Telefonstation samt Postekspedition".